# 二苯并戊搭烯
二苯并戊搭烯（又译二苯并[a,e]戊烯、二苯并[b,f]戊烯）是一种有机化合物以及烃，化学式为C16H10。它作为高活性、反芳香性的戊搭烯的稳定衍生物，因此在科学上具有一定的意义。该物质第一个衍生物是由布兰德于1912年合成。母体化合物则于1952年被发现。五元环的核独立化学位移值估计为7.4ppm，6元环的NICS值为-9.8ppm。二苯并戊搭烯通过与五氟化锑在硫酰氯中的反应可以得到芳香族二元盐。通过与正丁基锂反应形成双阴离子。此双阴离子的芳香性质已被X射线分析证实。 这种化合物的另一种异构体被称为二苯并[a,f]戊烯，其中一个苯环位于另一个可用的戊烯面上。